# Erik Nicolai Ritzau
Erik Nicolai Ritzau, född 30 april 1839 i Köpenhamn, Danmark, död 23 december 1903, grundade nyhetsbyrån Ritzaus Bureau den 1 februari 1866 i Köpenhamn under namnet Nordisk Centralbureau for Telegrammer.
Ritzau hade deltagit i dansk-tyska kriget 1864 och sökte därefter anställning vid dagstidningen Dansk Rigstidende i Köpenhamn. Väl där fick han idén att bilda en dansk nyhetsbyrå, som under inledningsfasen åtnjöt stöd av tidningarna Dansk Rigstidende, Fædrelandet, Berlingske Tidende och Dagbladet. Ritzaus son, Lauritz Ritzau, var initiativtagare till Gruppe 39, ett samarbetsavtal mellan en rad europeiska nyhetsbyråer, bland andra svenska TT.

## Utmärkelser
- Riddare av Dannebrogorden,  1886[1]

[Redigera Wikidata]